# Карабинівка (Ніжинський район)
Караби́нівка —  село в Україні, у Макіївській сільській громаді Ніжинського району Чернігівської області. Населення становить 153 осіб. До 2020 орган місцевого самоврядування — Степовохутірська сільська рада.
На мапі 1935 року позначений як х.Карабинівський.